# Gangwei
Gangwei (kinesiska: 港尾) är en köping i sydöstra Kina. Den ligger i stadsdistriktet Longhai i staden Zhangzhou i provinsen Fujian,  omkring 240 kilometer sydväst om provinshuvudstaden Fuzhou. Antalet invånare är 46 790. Befolkningen består av 22 222 kvinnor och 24 568 män. Barn under 15 år utgör 16,0 %, vuxna 15-64 år 75 %, och äldre över 65 år 7,0 %.